# Stokke Station
Stokke Station (Stokke stasjon) er en jernbanestation på Vestfoldbanen, der ligger i Sandefjord kommune i Norge. Stationen består af to spor med hver sin sideliggende perron og en stationsbygning opført i hvidmalet træ efter tegninger af Balthazar Lange. Stationen betjenes af NSB's regionaltog mellem Skien og Eidsvoll.
Stationen åbnede sammen med banen 7. december 1881. Den blev fjernstyret 15. september 1971 og gjort ubemandet 1. maj 1989.